# Nazionale maschile di pallavolo dell'Iraq
La nazionale maschile di pallavolo dell'Iraq è una squadra asiatica e oceaniana composta dai migliori giocatori di pallavolo dell'Iraq ed è posta sotto l'egida della Federazione pallavolistica dell'Iraq.

## Risultati

### Competizioni FIVB
| 1949 | non qualificata | -            |
| 1952 | non qualificata | -            |
| 1956 | non qualificata | -            |
| 1960 | non qualificata | -            |
| 1962 | non qualificata | -            |
| 1966 | non qualificata | -            |
| 1970 | non qualificata | -            |
| 1974 | non qualificata | -            |
| 1978 | non qualificata | -            |
| 1982 | 20º posto       | Convocazioni |
| 1986 | non qualificata | -            |
| 1990 | non qualificata | -            |
| 1994 | non qualificata | -            |
| 1998 | non qualificata | -            |
| 2002 | non qualificata | -            |
| 2006 | non qualificata | -            |
| 2010 | non qualificata | -            |
| 2014 | non qualificata | -            |
| 2018 | non qualificata | -            |
| 2022 | non qualificata | -            |

### Competizioni AVC
| 1975 | non qualificata | -            |
| 1979 | 8º posto        | Convocazioni |
| 1983 | non qualificata | -            |
| 1987 | 9º posto        | Convocazioni |
| 1989 | 7º posto        | Convocazioni |
| 1991 | non qualificata | -            |
| 1993 | non qualificata | -            |
| 1995 | non qualificata | -            |
| 1997 | non qualificata | -            |
| 1999 | non qualificata | -            |
| 2001 | non qualificata | -            |
| 2003 | non qualificata | -            |
| 2005 | non qualificata | -            |
| 2007 | non qualificata | -            |
| 2009 | non qualificata | -            |
| 2011 | non qualificata | -            |
| 2013 | 13º posto       | Convocazioni |
| 2015 | non qualificata | -            |
| 2017 | 13º posto       | Convocazioni |
| 2019 | non qualificata | -            |
| 2021 | non qualificata | -            |
| 2023 | 12º posto       | Convocazioni |

| 2018 | 1º posto        | Convocazioni |
| 2022 | non qualificata | -            |
| 2023 | non qualificata | -            |
| 2024 | non qualificata | -            |